# تشارلز جوزيف أورايلي
تشارلز جوزيف أورايلي (بالإنجليزية: Charles Joseph O'Reilly)‏ هو كاهن كاثوليكي أمريكي، ولد في 4 يناير 1860 في سانت جون في كندا، وتوفي في 4 فبراير 1923.